# Kabinett Ulrich I
Das Kabinett Ulrich I bildete die vorläufige Landesregierung von Hessen vom 11. November 1918 bis 21./22. Februar 1919. Carl Ulrich wurde zum Ministerpräsidenten ernannt.

## Mitglieder
| Amt                   | Name                          | Bild | Partei | Partei  |
| --------------------- | ----------------------------- | ---- | ------ | ------- |
| Ministerpräsident     | Carl Ulrich                   |      |        | SPD     |
| Finanzen              | Konrad Henrich                |      |        | DDP     |
| Inneres               | Heinrich Fulda                |      |        | SPD     |
| Justiz                | Otto von Brentano di Tremezzo |      |        | Zentrum |
| Arbeit und Wirtschaft | Georg Raab                    |      |        | SPD     |
| Bildungswesen         | Kaspar Otto Urstadt           |      |        | DDP     |
| Ernährung             | Hermann Neumann               |      |        | SPD     |